# Solar dos Soares de Albergaria
A Casa dos Soares de Albergaria, ou Casa dos Albergaria, é uma casa nobre maneirista em Oliveira do Conde, no município de Carregal do Sal, no Distrito de Viseu, em Portugal.
A casa é composta por dois corpos, ligados entre si por um muro, no qual foi rasgado o portão nobre, com o escudo de armas dos Soares de Albergaria, que dá acesso à propriedade. De planta rectangular e cércea baixa, o edifício apresenta uma estrutura de linhas austeras de gosto maneirista. As fachadas são ritmadas pela regular disposição de janelas, que mantêm as gelosias seiscentistas originais, e por varandas com alpendres. Seguindo o que era usual nas casas nobres seiscentistas, o edifício organiza-se em torno de um pátio que abre para uma loggia edificada no piso térreo, fazendo a ligação entre os dois corpos principais da casa. O espaço interior, como também determinava a tratadística da época, divide-se segundo as funções a que se destina. O piso térreo era ocupado pelas divisões de serviço, o superior pelas salas nobres e espaços de habitação. No andar nobre destacam-se os tectos de alfarge, decorados com desenhos geométricos. 
Nas "Memórias Paroquiais de 1758" esta casa é referida como a principal das oito casas nobres de Oliveira do Conde. Encontra-se classificada como Imóvel de Interesse Público desde 1974.

## História dos proprietários
Foi fundada no início do século XVI por Tristão Soares de Albergaria em terras que teve por sua mulher Joana Fernandes de Robles, daí natural, com quem casou cerca de 1510. Tristão Soares de Albergaria nasceu cerca de 1463 em Monção, sendo filho natural de Álvaro Soares de Albergaria, dito senhor da vila de Prado, embora não seja certo que tenha sucedido neste senhorio a seu pai Fernão Soares de Albergaria. Tendo Álvaro Soares de Albergaria sido assassinado em 1464 em Rates por Fernão de Magalhães (outro, que não o navegador), seu filho Tristão, que nascera no ano anterior, ficou aos cuidados de sua avó paterna D. Isabel de Melo (viúva do antedito Fernão Soares de Albergaria), que então vivia em Viseu. Tristão Soares de Albergaria foi escudeiro de Nuno Martins da Silveira, bem como ouvidor e feitor da sua terra de Oliveira do Conde, cargo que ainda exercia em 1525. Nuno Martins da Silveira era senhor de Góis e Oliveira do Conde, do Conselho e escrivão da puridade de D. Manuel I e D. João III, vedor-mor das obras e regedor do reino, sendo pai do 1º conde de Sortelha.
Sucedeu na casa o filho Pedro Soares de Albergaria, que foi o primeiro capitão-mor da Ordenança de Oliveira do Conde e jaz em túmulo armoriado na igreja matriz desta vila. A sua grande quinta de Oliveira do Conde foi dividida pelos filhos, tendo o mais velho, Cristóvão Soares de Albergaria, sido privilegiado com a instituição do morgadio de Tonda. Outro filho, Fernão, que foi capitão-mor como o pai, a 17 de março de 1635 instituiu o morgadio de Nossa Senhora dos Remédios de Oliveira do Conde, com obrigação de capela, que deixou a seu filho Pedro, também capitão-mor, que fez obras de acrescentamento na casa que ficou conhecida como dos Soares de Albergaria e instituiu a referida capela em 1666. Este templo, de nave única, apresenta como principal elemento decorativo um retábulo-mor de talha policromada com a representação da Árvore de Jessé.
A este Pedro sucedeu seu filho homónimo Pedro Soares de Albergaria, igualmente capitão-mor de Oliveira do Conde, que em 1701 fez várias obras de recuperação e melhoramento da casa, antes de aí receber o rei D. Pedro II.
Nos inícios do século XX, não sendo habitada, a casa estava muito abandonada e degradada, tendo o seu restauro sido levado a cabo pelo major Américo Olavo Correia de Azevedo, ministro da Guerra, que a teve por sua mulher D. Ernestina dos Santos Soares de Albergaria de Soveral Martins.
A casa pertence hoje a uma sobrinha de D. Ernestina. Foi classificada como espaço cultural de interesse histórico e arquitectónico por resolução do Conselho de Ministros n.° 22/94, de 13 de abril de 1994.